# Francisco García-Escámez

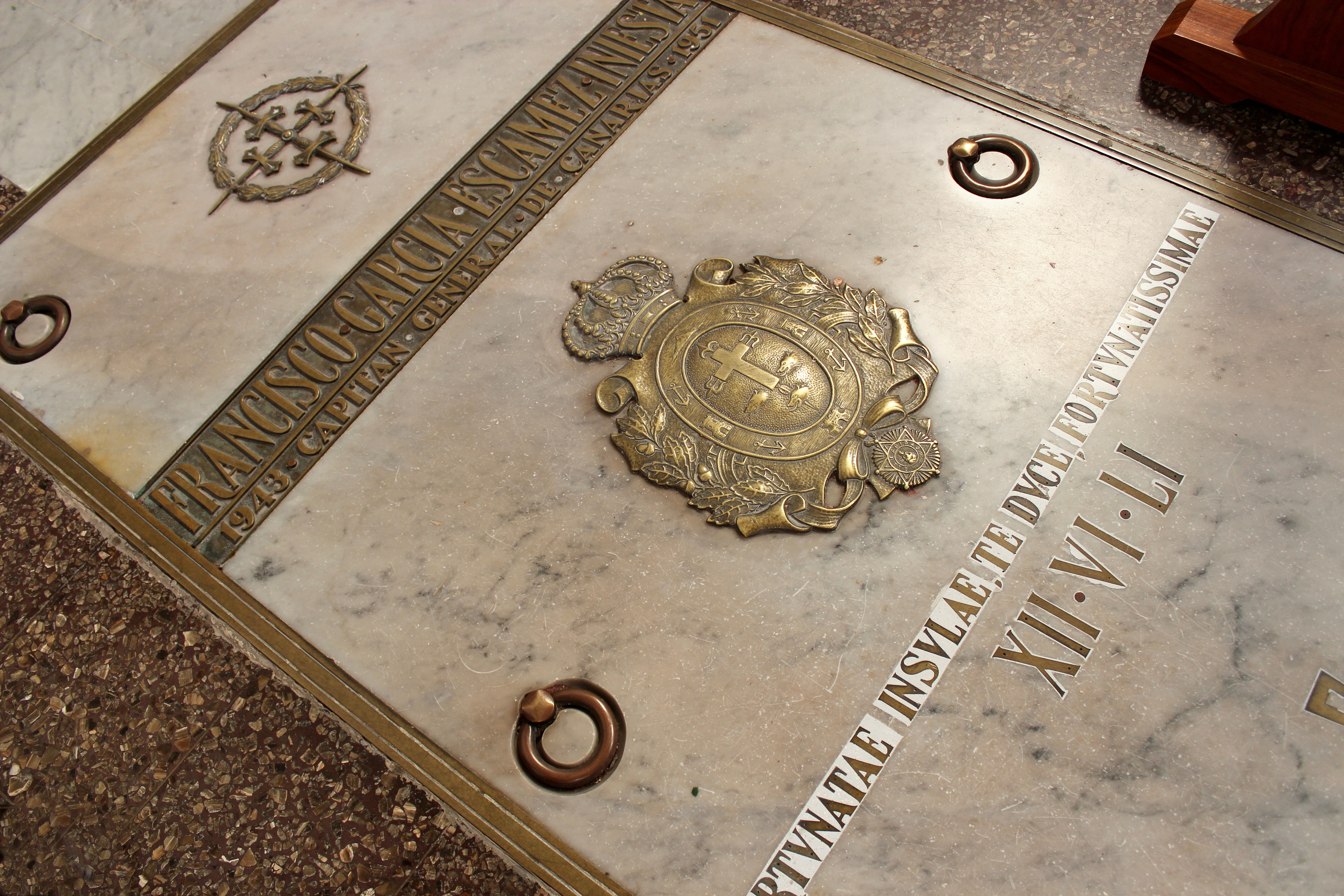
Tumba del general Francisco García-Escámez en la Parroquia de San Fernando Rey en Santa Cruz de Tenerife.

Francisco García-Escámez e Iniesta (Cádiz, 1 de marzo de 1893-Santa Cruz de Tenerife, 12 de junio de 1951) fue un militar español que participó en el golpe de Estado contra el gobierno de la Segunda República al que siguió la Guerra Civil.

## Biografía
Militar de Infantería, obtuvo la Cruz Laureada de San Fernando por sus acciones en la guerra del Rif. Destinado en Navarra, con el empleo de coronel, colaboró con el general Emilio Mola en la preparación de la sublevación.

### Guerra Civil
Iniciado el golpe de Estado en julio de 1936 mandó una columna compuesta por unos mil hombres, en su mayoría voluntarios falangistas y requetés, con la que partió desde Pamplona en dirección a Madrid, superando una fuerte resistencia en Alfaro,  con su columna llegó a ocupar Logroño el 20 de julio, deteniendo al general Víctor Carrasco Amilibia, comandante militar, acusándolo de indecisión. Al día siguiente pasó a Soria y llegó hasta las proximidades de Guadalajara sin llegar a tomarla. El día 23 llegó a Aranda de Duero tomando el mando de todas las fuerzas de la zona, constituyendo dos agrupaciones, una de ellas mandada por el coronel Bartolomé Rada. (Durante unos meses esta agrupación fue denominada "División de Soria" recibiendo el numeral 53 para pasar luego a ser la 72 y ya, de modo definitivo, la 73.) El 10 de octubre conquistó Sigüenza y posteriormente mandó tropas en los frentes de Somosierra, y en la batalla de Jarama en febrero de 1937, así como posteriormente  en la batalla del Ebro. Ascendió a general de brigada en 1938. Como general, en la ofensiva de Aragón y mandando una de las cuatro divisiones del Cuerpo del Ejército Marroquí de Yagüe, ocupó Caspe el 17 de marzo.

### Gobernador militar de Barcelona
Fue gobernador militar de Barcelona tras la Guerra Civil. El 13 de abril de 1942 fue nombrado gobernador militar de Sevilla. En ese momento ya era general de división.

## Capitán General de Canarias
Posteriormente, el 2 de marzo de 1943 se le nombró capitán general de las Islas Canarias, donde realizó cierta labor de desarrollo económico, social y cultural que permitieron superar las condiciones de precariedad impuestas por el aislamiento propiciado por la Guerra Civil en Canarias y la Segunda Guerra Mundial.

## Reconocimientos
El 30 de septiembre de 1943 se le concede la Gran Cruz del Mérito Militar, con distintivo blanco. Tras su muerte le fue concedido el título de marqués de Somosierra. Actualmente, Francisco García-Escámez está enterrado en la Parroquia de San Fernando Rey en el barrio de García Escámez de la ciudad de Santa Cruz de Tenerife.